# Hrvatska konzervativna stranka (2014.)
Hrvatska konzervativna stranka (HKS) bila je hrvatska
desna politička stranka, konzervativno usmjerena. Predsjednik stranke bio je Marijan Pavliček.

## Povijest
Hrvatska konzervativna stranka osnovana je 20. studenoga 2014. godine u Zagrebu. Osnovali su je bliski suradnici Ruže Tomašić, koji su zajedno s njom napustili Hrvatsku stranku prava dr. Ante Starčević. Na osnivačkoj skupštini za predsjednika stranke izabran je Mihovil Stanišić, bivši predsjednik karlovačke podružnice HSP-a dr. Ante Starčević, a za glavnoga tajnika Denis Bevanda.
U siječnju 2015. godine Ruža Tomašić pristupila je Hrvatskoj konzervativnoj stranci.
Na prvome Općem saboru stranke koji je održan 21. ožujka 2015. godine u Zagrebu za predsjednicu stranke izabrana je Ruža Tomašić. Na ujediniteljskom Saboru Akcije za bolju Hrvatsku i Hrvatske konzervativne stranke, održanom 4. ožujka 2017. godine u Koncertnoj dvorani Vatroslav Lisinski u Zagrebu, za predsjednika stranke izabran je Marijan Pavliček. I HKS, zajedno s 5 najjače stranke u RH (izbori za parlament, ne računajući one koji su kasnije istupili iz stranke), također ima svojega zastupnika u Europskome parlamentu.
Stranka se 2. listopada 2021. na ujediniteljskom saboru ujedinila sa strankom Hrvatski suverenisti.

## Vodstvo stranke (2019.)
- predsjednik: Marijan Pavliček
- dopredsjednici: Ruža Tomašić
- predsjedništvo: Slavko Muža, Martin Kordić, Josip Đaković, Goran Ilić, Kristijan Fereža, Jasna Dautanac, Martin Pervan
- glavni tajnik: Denis Bevanda

## Dosadašnji predsjednici
- Mihovil Stanišić (2014. – 2015.)
- Ruža Tomašić (2015. – 2017.)
- Marijan Pavliček (2017. – 2021.)

## Izborni rezultati
| Izbori | U koaliciji s     | Broj birača        | %                  | Broj zastupnika u saboru | Promjena   | Dio Vlade? |
| Izbori | U koaliciji s     | (cijela koalicija) | (cijela koalicija) | (samo HKS)               | (samo HKS) | (samo HKS) |
| ------ | ----------------- | ------------------ | ------------------ | ------------------------ | ---------- | ---------- |
| 2015.  | HSP               | 14 101             | 0,63               | 0 / 151                  | ▬          | Oporba     |
| 2016.  | HDSSB             | 23 573             | 1,24               | 0 / 151                  | ▬          | Oporba     |
| 2020.  | Domovinski pokret | 181 492            | 10,89              | 2 / 151                  | 2          | Oporba     |

| Izbori | Kandidat       | Prvi krug    | Prvi krug  | Drugi krug   | Drugi krug | Rezultat |
| Izbori | Kandidat       | Broj glasova | %          | Broj glasova | %          | Rezultat |
| ------ | -------------- | ------------ | ---------- | ------------ | ---------- | -------- |
| 2020.  | Miroslav Škoro | 465 704      | 24,45 (3.) |              |            | Poraz    |

| Izbori | U koaliciji s        | Broj birača        | %                  | Broj zastupnika u EP-u | Promjena   |
| Izbori | U koaliciji s        | (cijela koalicija) | (cijela koalicija) | (samo HKS)             | (samo HKS) |
| ------ | -------------------- | ------------------ | ------------------ | ---------------------- | ---------- |
| 2019.  | Hrvatski suverenisti | 91 546             | 8,52               | 1 / 12                 | 1          |

DIP